# Anna Bułgakowa
Anna Władimirowna Bułgakowa (ros. Анна Владимировна Булгакова, ur. 17 stycznia 1988 w Stawropolu) – rosyjska lekkoatletka specjalizująca się w rzucie młotem.
Międzynarodową karierę zaczynała w 2004 zajmując – jako 16 latka – czwarte miejsce w mistrzostwach świata juniorów. Rok później wywalczyła wicemistrzostwo świata juniorów młodszych, a w 2006 była druga na juniorskich mistrzostwach globu. Czwarta zawodniczka mistrzostw Europy juniorów oraz uniwersjady (2007). Swój występ na igrzyskach olimpijskich w Pekinie w 2008 roku zakończyła na eliminacjach. Brązowa medalistka mistrzostw Europy z 2012.  Medalistka mistrzostw Rosji w różnych kategoriach wiekowych. Wielokrotna rekordzistka Rosji juniorek w rzucie młotem. Rekord życiowy: 76,17 (24 lipca 2013, Moskwa).

## Osiągnięcia
| Rok  | Impreza                               | Miejsce               | Lokata            | Wynik |
| ---- | ------------------------------------- | --------------------- | ----------------- | ----- |
| 2004 | Mistrzostwa świata juniorów           | Grosseto              | 4. miejsce        | 60,74 |
| 2005 | Mistrzostwa świata juniorów młodszych | Marrakesz             | 2. miejsce        | 62,05 |
| 2006 | Mistrzostwa świata juniorów           | Pekin                 | 2. miejsce        | 65,73 |
| 2007 | Mistrzostwa Europy juniorów           | Hengelo               | 4. miejsce        | 62,14 |
| 2007 | Uniwersjada                           | Bangkok               | 6. miejsce        | 64,83 |
| 2008 | Igrzyska olimpijskie                  | Pekin                 | el. – 20. miejsce | 68,04 |
| 2012 | Mistrzostwa Europy                    | Helsinki              | 3. miejsce        | 71,47 |
| 2013 | Zimowy puchar Europy w rzutach        | Castellón de la Plana | 8. miejsce        | 67,12 |
| 2013 | Mistrzostwa świata                    | Moskwa                | 5. miejsce        | 74,62 |
| 2014 | Mistrzostwa Europy                    | Zurych                | –                 | NM    |
| 2015 | Zimowy puchar Europy w rzutach        | Leiria                | 1. miejsce        | 72,06 |
| 2015 | Światowe wojskowe igrzyska sportowe   | Mungyeong             | 2. miejsce        | 68,01 |